# FYVE domen
U molekularnoj biologiji FYVE cinkov prst domen je dobio ime po grupi od četiri proteina bogatih cisteinom: Fab 1 (kvaščani ortolog proteina PIKfyve), YOTB, Vac 1 (transportni protein vezikula), i , kod kojih je nađen. FYVE domeni vezuju fosfatidilinozitol 3-fosfat, na način koji je zavistan od od koordinacije metalnih jona i od baznih aminokiselina. FYVE domen se umeće u ćelijske membrane na način koji je zavistan od pH vrednosti. Ovaj domen učestvuje u vakuolarnom sortiranju proteina i funkcionisanju endozoma.

## Struktura
domen se sastoji od dve male beta ukosnice (ili cinkova zglavka) čemu sledi alfa heliks. FYVE prst vezuje dva jona cinka. On ima osam pozicija koje potencijalno mogu da sadrže cink, i karakterističan je po tome što ima bazne aminokiseline oko cisteina. Mnogi članovi ove familije takođe sadrže dva histidina u motivu:
FYVE prst je strukturno sličan sa RING domenom i PHD prstom.

## Primeri
Sledeći ljudski proteini sadrže FYVE domen:

## Literatura
- Stenmark H, Aasland R, Toh BH, D'Arrigo A (1996). „Endosomal localization of the autoantigen EEA1 is mediated by a zinc-binding FYVE finger”. J. Biol. Chem. 271 (39): 24048—54. PMID 8798641.
- Stenmark H, Aasland R (1999). „FYVE-finger proteins--effectors of an inositol lipid”. J. Cell. Sci. 112 (Pt 23): 4175—83. PMID 10564636.